# إيبايتي
إيبايتي بلدية في ولاية بارانا في المنطقة الجنوبية من البرازيل.